# Preußendenkmal (Ibbenbüren)

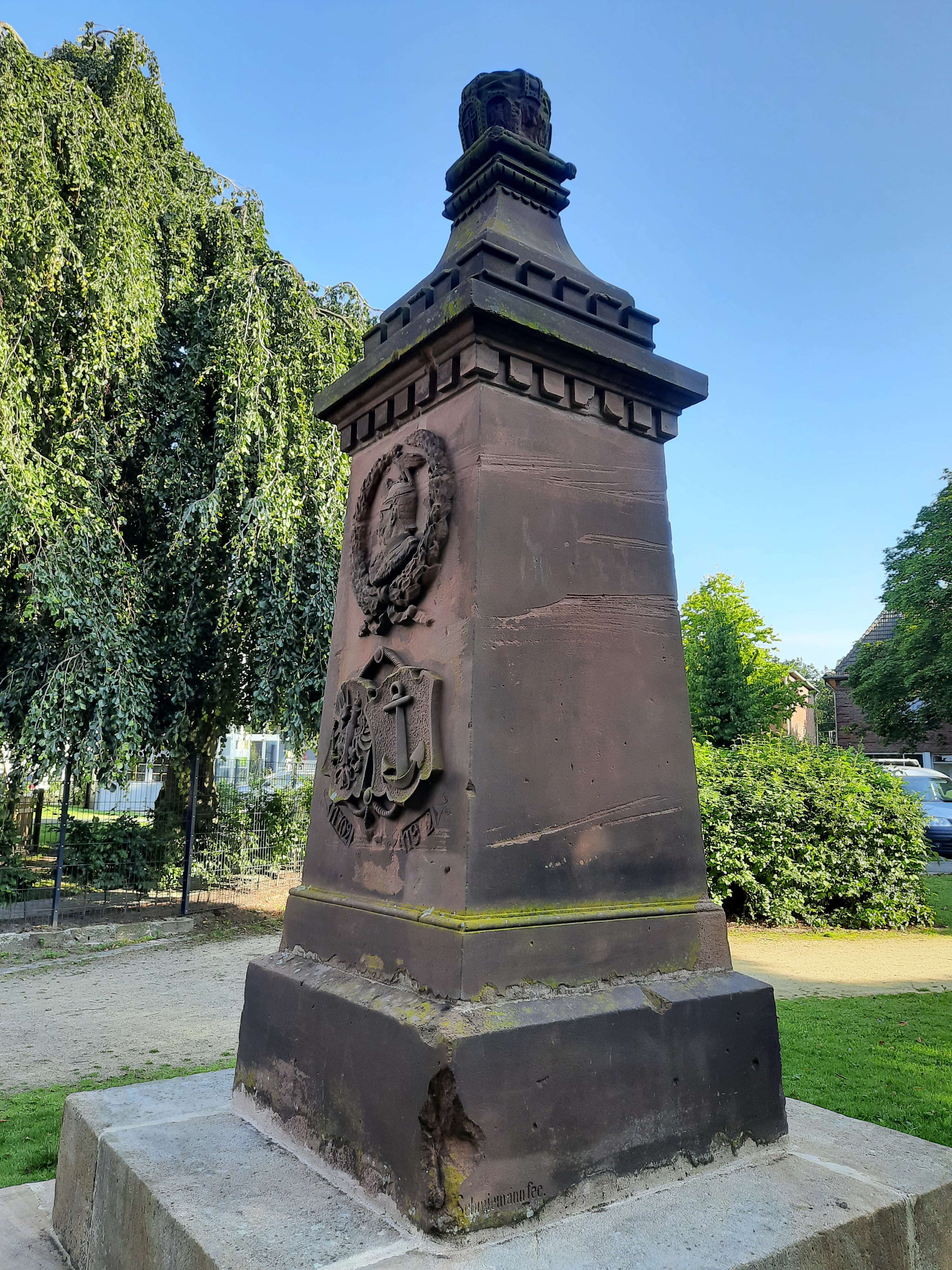
Preußendenkmal von 1902

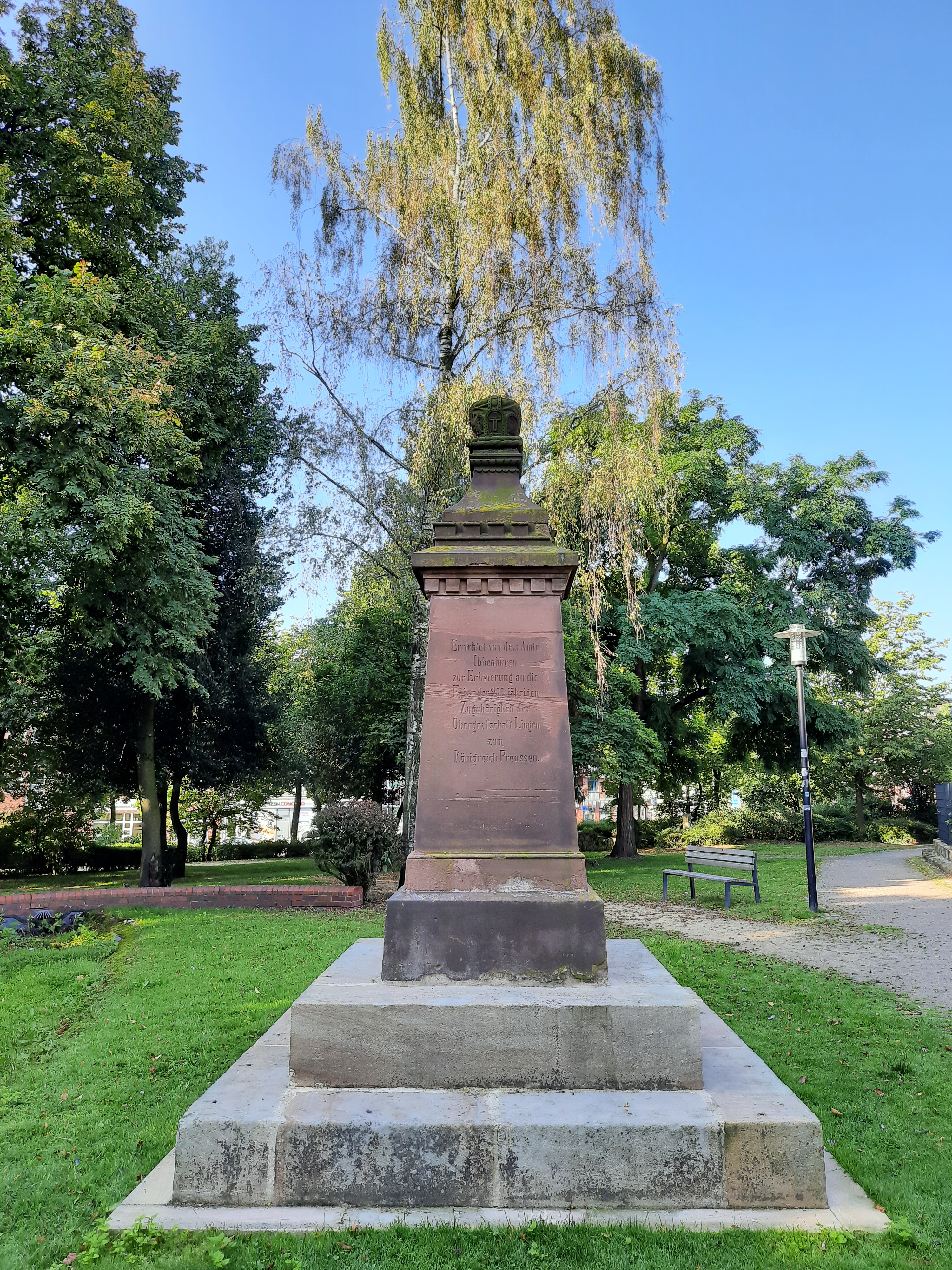
Rückseite des Denkmals mit Inschrift

Das Preußendenkmal wurde zu Ostern 1902 auf dem Oberen Markt von Ibbenbüren aufgestellt. Es erinnert an die tiefe Verbundenheit zur Preußischen Regierung.

## Entstehung
Geschaffen wurde das drei Meter hohe Denkmal vom Bildhauer August Schmiemann aus Münster.
Auf der Vorderseite sieht man die Wappen von Ibbenbüren – goldener Anker auf blauem Grund – und den preußischen Adler mit den Jahreszahlen 1702 und 1902. Darüber, von einem Kranz umgeben, die Medaillons des ersten Königs von Preußen und Kaiser Wilhelms II. Eine Krone bildet den Abschluss des Denkmals.
Die Inschrift auf der Rückseite des Denkmals lautet: „Errichtet von dem Amte Ibbenbüren zur Erinnerung an die Feier der 200-jährigen Zugehörigkeit der Obergrafschaft Lingen zum Königreich Preußen.“

Die Untere Denkmalbehörde Ibbenbüren gibt an, dass der Gedenkstein aus rotem Wesersandstein aus Bad Karlshafen hergestellt wurde. Im Tecklenburger Kreisblatt ist davon die Rede, dass als Material der „wetterfeste Eifeler Sandstein“ verwendet wurde. 

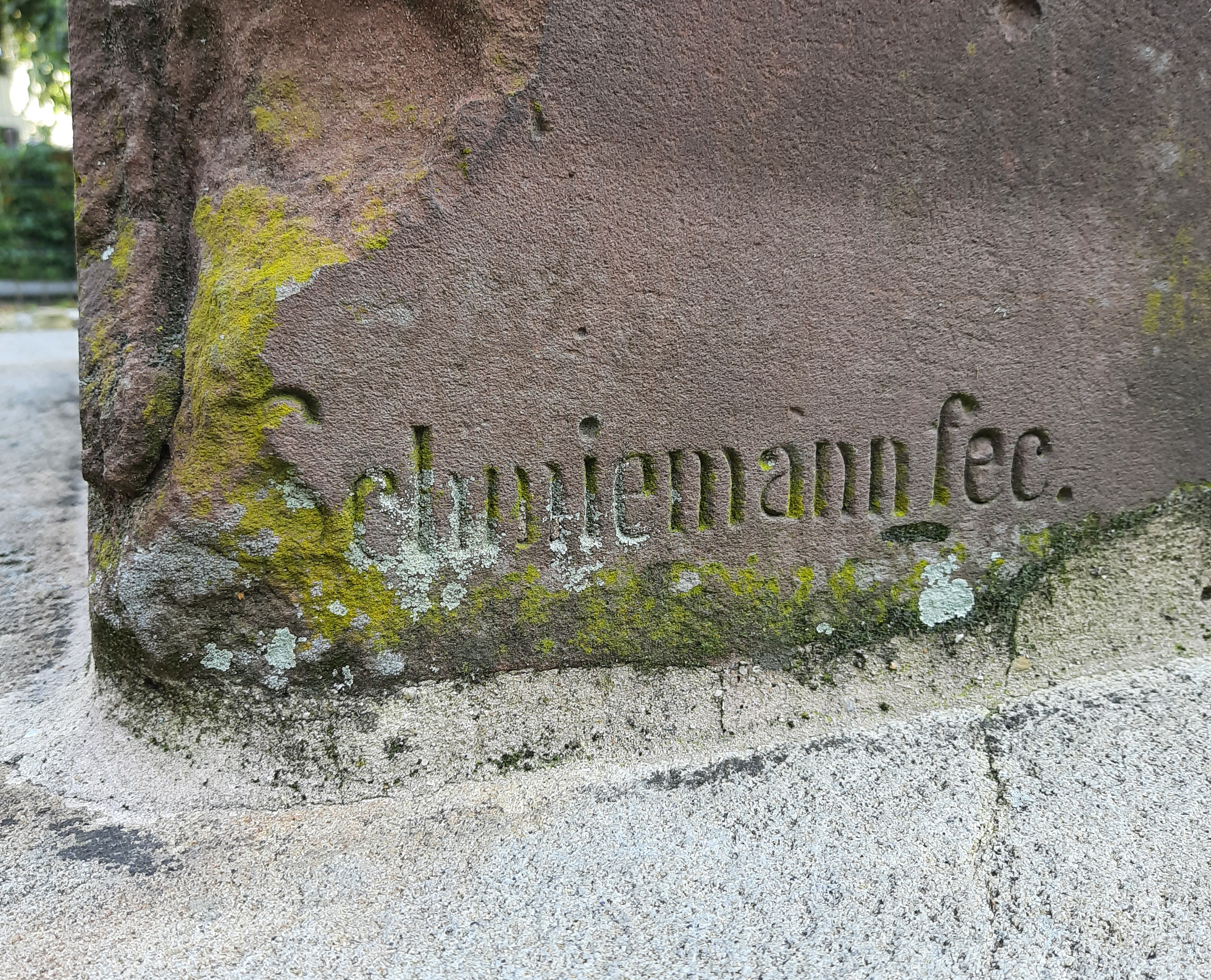
Hinweis am Sockel auf den Bildhauer August Schmiemann (Münster)

## Standort des Denkmals
Das Denkmal wurde am 22. Mai 1902 an der Stelle des früheren Pumpbrunnens auf dem Oberen Markt enthüllt. Kein Fest im ersten Jahrzehnt des 20. Jahrhunderts wurde in Ibbenbüren in so großem Rahmen begangen wie die mit einer Denkmalsenthüllung verbundene Gedenkfeier der 200-jährigen Zugehörigkeit der Obergrafschaft Lingen zum Königreich Preußen. Die Vorbereitungen hatte ein eigens gebildeter Festausschuss unter Vorsitz des Amtmanns von Eichstedt übernommen.
1924 wurde der Gedenkstein vom Oberen Markt an die Münsterstraße vor die Werthmühle umgesetzt. 1984 erfolgte eine Aufstellung auf dem fertiggestellten Neumarkt. Am 29. März 2019 wurde das Denkmal erneut umgesetzt, es steht seitdem im Heldermannpark.